# Kertész Vilmos
Kertész Vilmos, Kohn (Barskisfalud, 1890. március 21. – Sydney, 1962.) a sportsajtóban Kertész II, válogatott labdarúgó, kereskedő. A magyar labdarúgás hőskorának emblematikus alakja. A nemzeti csapat zömök jobbösszekötőjeként, később jobbfedezeteként lett világhíres. Összesen 47-szeres válogatott és 11 gólt szerzett.
Két testvére szintén labdarúgó, Kertész III Adolf és Kertész I Gyula. Mindkettőjük pályára lépett a válogatottban is.

## Pályafutása
Kertész (Kohn) Márk és Pollák Fanni gyermekeként született. 1914. augusztus 6-án Budapesten, a Józsefvárosban házasságot kötött Hoffmann Margittal. 1922-ben elváltak. 1923. október 15-én Budapesten feleségül vette a nála hat évvel fiatalabb Glück Erzsébetet.

### Klubcsapatban
Meseszerűen gyors karriert futott be. 19 évesen az MTK harmadik csapatából két hónap alatt válogatott lett és egészen 34 éves koráig számítottak játékára. 1908-1924 között 257 alkalommal játszott az MTK-ban és 53 gólt szerzett. Taktikailag és technikailag kimagasló játékos. Színes játékú labdarúgó, aki képes volt könnyelmű cselekbe bonyolódni, amik nagy számban bejöttek. Népszerűsége megközelítette Schlosserét. 
Idősebb korára tudása és harci kedve úgy ért mint a jó bor (az idővel nemesedett és egyre jobb lett), ennek jó példája az is hogy pályafutása vége felé játszotta legemlékezetesebb mérkőzéseit.
Egyiptomban és Ausztráliában kezdett edzősködni

### A válogatottban
A válogatottban a  Kertész testvérek jelentős számban foglalta el a posztokat, hárman voltak Kertész I Gyula, Kertész Vilmos és Kertész III Adolf, de hosszú válogatottbeli pályafutással csak Kertész II Vilmos büszkélkedhetett 1909 és 1924 között 47-szer játszott, többnyire a jobb oldalon és 11 gólt szerzett.
Kerettag volt az 1912-es stockholmi- és az 1924-es stockholmi olimpián, de egyszer sem lépett pályára.

## Sikerei, díjai
- Magyar bajnok (9): 1913–14, 1916–17, 1917–18, 1918–19, 1919–20, 1920–21, 1921–22, 1922–23, 1923–24
- Magyar kupagyőztes (4): 1910, 1912, 1914, 1923
- Az MTK legtöbbször szerepelt válogatott játékosai listáján a 9. helyen (47) áll.
- Az MTK színeiben legtöbbször szerepelt játékosok listáján a 13. helyen (257) áll.

## Statisztika

### Mérkőzései a válogatottban
| Magyarország | Magyarország         | Magyarország                      | Magyarország      | Magyarország | Magyarország      | Magyarország  | Magyarország | Magyarország |
| #            | Dátum                | Helyszín                          | Hazai             | Eredmény     | Vendég            | Kiírás        | Gólok        | Esemény      |
| ------------ | -------------------- | --------------------------------- | ----------------- | ------------ | ----------------- | ------------- | ------------ | ------------ |
| 1.           | 1909. május 2.       | Bécs, Cricketer-pálya             | Ausztria          | 3 – 4        | Magyarország      | barátságos    | -            |              |
| 2.           | 1909. május 30.      | Budapest, Millenáris-pálya        | Magyarország      | 1 – 1        | Ausztria          | barátságos    | -            |              |
| 3.           | 1911. december 17.   | München, MTV '79-Platz            | Németország       | 1 – 4        | Magyarország      | barátságos    | -            |              |
| 4.           | 1912. június 23.     | Kristiania, Gamle Frogner-stadion | Norvégia          | 0 – 6        | Magyarország      | barátságos    | -            |              |
| 5.           | 1912. július 12.     | Moszkva, SZKSZ-stadion            | Oroszország       | 0 – 9        | Magyarország      | barátságos    | 3            | 47' 54' 84'  |
| 6.           | 1912. július 14.     | Moszkva, SZKSZ-stadion            | Oroszország       | 0 – 12       | Magyarország      | barátságos    | 3            | 17' 36' 64'  |
| 7.           | 1913. október 26.    | Budapest, Hungária körúti pálya   | Magyarország      | 4 – 3        | Ausztria          | Wagner-serleg | 2            | 4' 25'       |
| 8.           | 1914. október 4.     | Budapest, Üllői úti pálya         | Magyarország      | 2 – 2        | Ausztria          | barátságos    | -            |              |
| 9.           | 1914. november 8.    | Bécs, WAC-Platz                   | Ausztria          | 1 – 2        | Magyarország      | barátságos    | -            |              |
| 10.          | 1915. október 3.     | Bécs, WAC-Platz                   | Ausztria          | 4 – 2        | Magyarország      | barátságos    | 1            | 52'          |
| 11.          | 1915. november 7.    | Budapest, Üllői úti pálya         | Magyarország      | 6 – 2        | Ausztria          | barátságos    | 1            | 7'           |
| 12.          | 1916. május 7.       | Bécs, WAC-Platz                   | Ausztria          | 3 – 1        | Magyarország      | barátságos    | 1            | 58'          |
| 13.          | 1916. június 4.      | Budapest, Hungária körúti pálya   | Magyarország      | 2 – 1        | Ausztria          | barátságos    | -            |              |
| 14.          | 1916. október 1.     | Budapest, Üllői úti pálya         | Magyarország      | 2 – 3        | Ausztria          | barátságos    | -            |              |
| 15.          | 1916. november 5.    | Bécs, WAC-Platz                   | Ausztria          | 3 – 3        | Magyarország      | barátságos    | -            |              |
| 16.          | 1917. május 6.       | Bécs, WAC-Platz                   | Ausztria          | 1 – 1        | Magyarország      | barátságos    | -            |              |
| 17.          | 1917. június 3.      | Budapest, Hungária körúti pálya   | Magyarország      | 6 – 2        | Ausztria          | barátságos    | -            |              |
| 18.          | 1917. július 15.     | Bécs, WAC-Platz                   | Ausztria          | 1 – 4        | Magyarország      | barátságos    | -            |              |
| 19.          | 1917. október 7.     | Budapest, Üllői úti pálya         | Magyarország      | 2 – 1        | Ausztria          | barátságos    | -            |              |
| 20.          | 1917. november 4.    | Bécs, WAC-Platz                   | Ausztria          | 1 – 2        | Magyarország      | barátságos    | -            |              |
| 21.          | 1918. április 14.    | Budapest, Hungária körúti pálya   | Magyarország      | 2 – 0        | Ausztria          | barátságos    | -            |              |
| 22.          | 1918. május 12.      | Budapest, Hungária körúti pálya   | Magyarország      | 2 – 1        | Svájc             | barátságos    | -            |              |
| 23.          | 1918. június 2.      | Bécs, WAC-Platz                   | Ausztria          | 0 – 2        | Magyarország      | barátságos    | -            |              |
| 24.          | 1918. október 6.     | Bécs, WAC-Platz                   | Ausztria          | 0 – 3        | Magyarország      | barátságos    | -            |              |
| 25.          | 1919. április 6.     | Budapest, Üllői úti pálya         | Magyarország      | 2 – 1        | Ausztria          | barátságos    | -            |              |
| 26.          | 1919. október 5.     | Bécs, WAC-Platz                   | Ausztria          | 2 – 0        | Magyarország      | barátságos    | -            |              |
| 27.          | 1919. november 9.    | Budapest, Hungária körúti pálya   | Magyarország      | 3 – 2        | Ausztria          | barátságos    | -            |              |
| 28.          | 1920. május 2.       | Bécs, WAC-Platz                   | Ausztria          | 2 – 2        | Magyarország      | barátságos    | -            |              |
|              | 1920. május 14.      | Pforzheim                         | Dél-Németország   | 0 – 1        | Magyarország      | barátságos    | -            |              |
| 29.          | 1920. október 24.    | Berlin, Deutsches Stadion         | Németország       | 1 – 0        | Magyarország      | barátságos    | -            |              |
| 30.          | 1920. november 7.    | Budapest, Hungária körúti pálya   | Magyarország      | 1 – 2        | Ausztria          | barátságos    | -            |              |
| 31.          | 1921. április 24.    | Bécs, Simmering-pálya             | Ausztria          | 4 – 1        | Magyarország      | barátságos    | -            |              |
| 32.          | 1921. június 5.      | Budapest, Hungária körúti pálya   | Magyarország      | 3 – 0        | Németország       | barátságos    | -            |              |
|              | 1921. október 23.    | Budapest, Hungária körúti pálya   | Magyarország      | 3 – 2        | Közép-Németország | barátságos    | -            |              |
| 32.          | 1921. november 6.    | Budapest, Üllői úti pálya         | Magyarország      | 4 – 2        | Svédország        | barátságos    | -            |              |
| 34.          | 1921. december 18.   | Budapest, Hungária körúti pálya   | Magyarország      | 1 – 0        | Lengyelország     | barátságos    | -            |              |
| 35.          | 1922. április 30.    | Budapest, Hungária körúti pálya   | Magyarország      | 1 – 1        | Ausztria          | barátságos    | -            |              |
| 36.          | 1922. június 15.     | Budapest, Üllői úti pálya         | Magyarország      | 1 – 1        | Svájc             | barátságos    | -            |              |
| 37.          | 1922. július 2.      | Bochum, Bochumer Stadion          | Németország       | 0 – 0        | Magyarország      | barátságos    | -            |              |
| 38.          | 1922. július 9.      | Stockholm                         | Svédország        | 1 – 1        | Magyarország      | barátságos    | -            |              |
|              | 1922. augusztus 27.  | Lipcse                            | Közép-Németország | 3 – 5        | Magyarország      | barátságos    | -            |              |
| 39.          | 1922. szeptember 24. | Bécs, Hohe Warte                  | Ausztria          | 2 – 2        | Magyarország      | barátságos    | -            |              |
| 40.          | 1922. november 26.   | Budapest, Üllői úti pálya         | Magyarország      | 1 – 2        | Ausztria          | barátságos    | -            |              |
| 41.          | 1923. március 4.     | Genova, Marassi-stadion           | Olaszország       | 0 – 0        | Magyarország      | barátságos    | -            |              |
| 42.          | 1923. március 11.    | Lausanne                          | Svájc             | 1 – 6        | Magyarország      | barátságos    | -            |              |
| 43.          | 1923. május 6.       | Bécs, Hohe Warte                  | Ausztria          | 1 – 0        | Magyarország      | barátságos    | -            |              |
| 44.          | 1923. augusztus 19.  | Budapest, Üllői úti pálya         | Magyarország      | 3 – 1        | Finnország        | barátságos    | -            |              |
| 45.          | 1923. szeptember 23. | Budapest, Hungária körúti pálya   | Magyarország      | 2 – 0        | Ausztria          | barátságos    | -            |              |
| 46.          | 1923. október 28.    | Budapest, Üllői úti pálya         | Magyarország      | 2 – 1        | Svédország        | barátságos    | -            |              |
| 47.          | 1924. június 4.      | Le Havre                          | Franciaország     | 0 – 1        | Magyarország      | barátságos    | -            |              |
|              | Összesen             |                                   |                   | 47           | mérkőzés          |               | 11           | gól          |